# Metro w Samarze
Metro w Samarze – system metra w Samarze w Rosji.
Składa się z jednej, wciąż rozbudowywanej linii, której pierwszy odcinek otwarty został w 1987 roku. Linię obsługują wagony typu Wagonmasz serii 81-717 i 81-714. Pociągi zasilane są energią pochodzącą z trzeciej szyny o napięciu 825 V i poruszają się po torze o rozstawie 1524 milimetrów. Tabor składa się z 23 czterowagonowych pojazdów. W 2002 roku metro w Samarze obsłużyło 23,6 milionów podróżnych.

## Historia
W latach 70. XX wieku Samara, przekraczająca milion mieszkańców kwalifikowała się według radzieckich planistów do ubiegania się o sfinansowanie systemu metra.
Dzięki temu w 1977 roku opracowano studium wykonalności inwestycji, co pozwoliło na rozpoczęcie pierwszych prac budowlanych w 1980 roku. Po siedmiu latach budowy t.j 26 grudnia 1987 roku, oddano do użytku odcinek pomiędzy stacją Jungorodok (Юнгородок) a Pobieda (Победа).
Od tamtego czasu następuje sukcesywna rozbudowa systemu, 31 grudnia 1992 do systemu dołączyła stacja Sowietskaja (Советская). 
Kilka miesięcy później oddano do użytku stację Sportiwnaja (Спортивная) a następnie Gagarinskaja. Podane przedłużenia  miały łączną długość 3,8 km. 
27 grudnia 2002 dobudowano kolejne 2,4 km trasy, a 26 grudnia 2007 przedłużono linię w kierunku zachodnim, dodając do systemu stację Rossijskaja. Najnowszą stacją jest Alabinskaja otwarta w 2015 roku.